# Llei de Capacitació
La Llei de Concessió dels Plens Poders o Llei habilitant del 23 de març del 1933 va ser el segon gran pas per la creació del Tercer Reich, després del Decret de l'Incendi del Reichstag. La llei autoritzava el govern alemany a decretar lleis sense haver de passar pel parlament.

## Antecedents
La situació política alemanya s'havia tornat molt complexa: Els partits de dretes volien crear una dictadura a Alemanya, i el NSDAP es convertia en el partit més votat, amb el 37% en les eleccions del 31 de juliol de 1932, i el Partit Nazi va iniciar converses amb els partits de Von Papen i el Partit de Centre, per assumir el càrrec de Canceller, cosa que el President Von Hindenburg va rebutjar, i es van convocar noves eleccions quan el canceller Franz von Papen va perdre una moció de confiança en l'única sessió de la legislatura.
A les eleccions de novembre de 1932, el NSDAP, tot i obtenir un 32% dels vots, va continuar sent el partit més votat, i el 30 de gener de 1933, després de la renúncia del nou canceller Kurt von Schleicher, Von Hindenburg, Hitler va assumir el càrrec de Canceller d'Alemanya i presidí un govern de concentració nacional, tal com havia desitjat la dreta alemanya amb el suport de Von Papen, que creia que podria controlar el govern a l'ombra, amb la convocatòria de noves eleccions per al 5 de març de 1933. Al gabinet del nou govern, solament Hermann Göring i Wilhelm Frick eren ministres del NSDAP. Això no obstant, el Poder que gaudia el partit nazi era molt gran al carrer.
El foc semblava que havia començat en diversos punts, i quan la policia va arribar va haver una explosió que va incendiar la cambra de diputats. La policia va trobar Marinus van der Lubbe, un comunista revolucionari holandès sense feina dins de l'edifici, i els líders nazis es van decidir a culpar al Komintern de l'incendi. Van der Lubbe va ser declarat culpable en el judici i sentenciat a mort. Va ser decapitat el 10 de gener de 1934. El govern va reaccionar amb el Decret de l'Incendi del Reichstag l'endemà, que suspenia els drets civils bàsics. D'acord amb el decret, el KPD (Partit Comunista Alemany) i altres partits es van il·legalitzar, i els funcionaris i diputats comunistes van ser arrestats i enviats a camps de concentració o morts, escapçant l'organització.

## El Decret
Les eleccions avançades del 5 de març les va guanyar el NSDAP amb un 43,9% dels vots, i continuava sent el partit més gran a la cambra, però no prou per assegurar la majoria absoluta, de manera que es va mantenir la coalició amb el DNVP. Com els nazis no van obtenir la majoria absoluta, el govern de Hitler es va enfrontar a la cambra presentant la Llei de Capacitació el 23 de març de 1933, que permetia al govern l'aprovació de lleis sense la participació del parlament durant quatre anys.
Com que la llei necessitava un suport de dos terços de la cambra, Ludwig Kaas, del Partit Catòlic de Centre va votar a favor amb la promesa verbal que el mateix partit i els acords amb l'església catòlica es mantindrien.
Els partits de dretes ho veien com la consumació de la dictadura –en aquest cas civil– que tant havien desitjat, però no podien preveure la nazificació i el règim totalitari que s'estava dibuixant.

## Conseqüències
A l'abril de 1933 signà la llei per a la restauració del servei civil professional, que excloïa els jueus de tot càrrec de l'administració de l'Estat. Igualment, Hindenburg no protestà per la purga feta dins el NSDAP el juny de 1934 contra els sectors d'esquerres del partit, com les Sturmabteilung (SA) d'Ernst Röhm o la facció de Gregor Straßer, molts dels quals van morir en la Nit dels ganivets llargs. Després de la mort del president Paul von Hindenburg el 1934, Hitler també fou nomenat president de la República, assolint totals poders que li permeteren dissoldre la República de Weimar i proclamar el Tercer Reich, un Estat autoritari, antidemocràtic i centralitzat.
Lentament, només el NSDAP i les seves organitzacions satèl·lits romangueren legals al nou sistema.
La política expansionista del govern pretenia incrementar l'espai vital aplicant la teoria del Lebensraum a través de l'Anschluss (annexió) d'Àustria i les invasions dels Sudets (República Txeca) el 1938 i de Polònia el 1939, que provocarien la Segona Guerra Mundial.